# Fusillades de Wieambilla

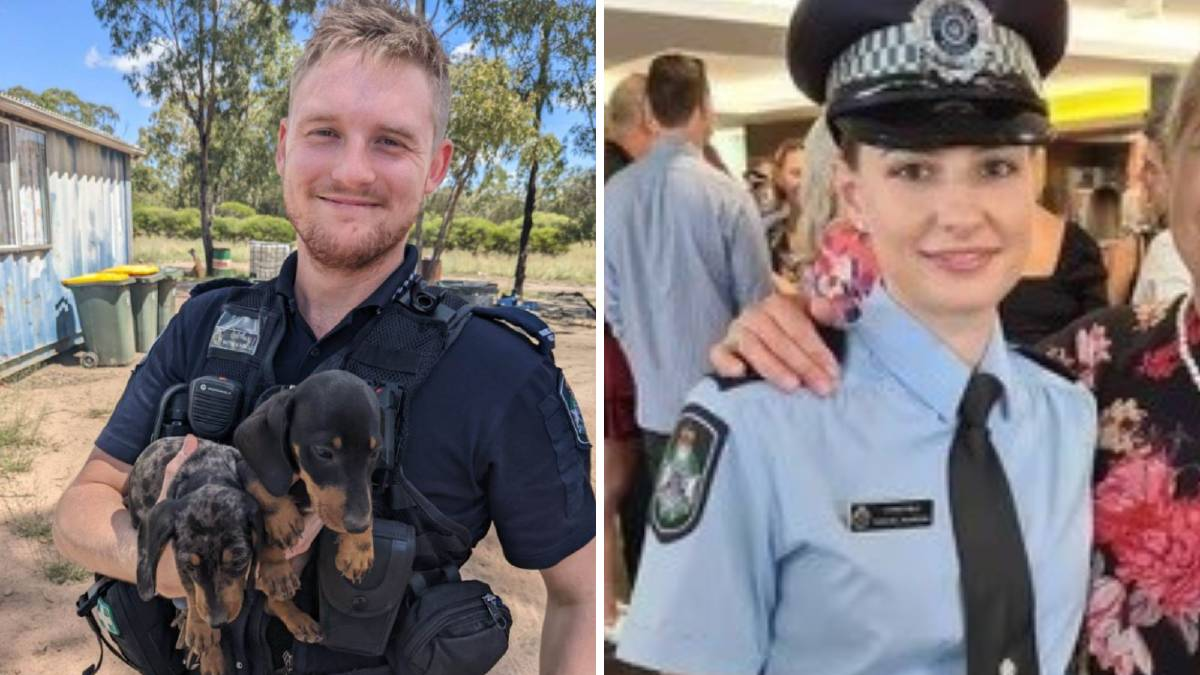

Les fusillades de Wieambilla sont les meurtres en 2022 d'agents de police du Queensland, Matthew Arnold et Rachel McCrow, et d'un voisin, Alan Dare, le 12 décembre 2022 dans une propriété rurale de Wieambilla (en), une localité du Queensland, en Australie. Les auteurs, les frères Gareth et Nathaniel Train, et la femme de Gareth, Stacey Train, ont ensuite été abattus par la police du Queensland. Gareth était un théoricien du complot connu qui a allégué que le massacre de Port Arthur était une opération sous fausse bannière et que la princesse Diana a été tuée dans un "sacrifice de sang". En outre, la famille avait considéré que les policiers étaient des monstres et des démons. En février 2023, l'attaque est classifié comme étant la première attaque terroriste chrétienne dans le pays.

## Contexte
La police du Queensland a été invitée par la police de la Nouvelle-Galles du Sud à effectuer une vérification sur la propriété de Wieambilla, propriété de Gareth Train et de sa femme Stacey, dans le cadre d'une affaire de personne disparue en cours. La police de la Nouvelle-Galles du Sud a rapporté que le frère de Gareth, Nathaniel Train, l'ancien directeur de l'école primaire du Walgett Community College et de l'école d'État de Yorkeys Knob, n'avait pas pris contact depuis plusieurs jours, et des inquiétudes concernant sa sécurité et son bien-être ont été soulevées, ce qui a obligé la police à visiter son dernier emplacement connu et effectuer un contrôle de bien-être.

## Fusillades
Quatre policiers de Tara (en) se sont rendus sur la propriété de Wieambilla, une localité rurale à 270 kilomètres au nord-ouest de la capitale de l'État, Brisbane. À leur arrivée vers 16 h 30, des résidents armés ont tiré sur la police dans ce qui a été décrit comme une embuscade et une exécution. Le président de l'Union de la police du Queensland, Ian Leavers, a déclaré que "lorsque [les officiers] sont entrés dans la propriété, ils ont juste été inondés de coups de feu et ils n'ont jamais eu la moindre chance". Arnold et McCrow ont été blessés puis mortellement abattus à bout portant et se sont fait prendre leurs armes. Deux autres officiers, dont l'un a également été blessé (et plus tard hospitalisé), se sont échappés pour donner l'alerte. Les agresseurs ont alors allumé un feu d'herbe pour tenter de localiser un officier qui s'y était caché. Un voisin, Alan Dare, enquêtant sur le feu d'herbe, a également été tué par balle dans le dos.
Un siège a suivi, avec 16 policiers spécialisés du SERT (en) et de PolAir répondant à l'incident. Peu après 22 h 30, la police du Queensland a fait une descente dans la propriété et a abattu les auteurs présumés, Nathaniel et Gareth Train, et Stacey Train.